# Конел
Конел (фр. Connelles) насеље је и општина у северној Француској у региону Горња Нормандија, у департману Ер која припада префектури Andelys.
По подацима из 2011. године у општини је живело 200 становника, а густина насељености је износила 47,96 становника/km². Општина се простире на површини од 4,17 km². Налази се на средњој надморској висини од 28 метара (максималној 121 m, а минималној 8 m).

## Демографија
| 1962. | 1968. | 1975. | 1982. | 1990. | 1999. | 2011. |
| ----- | ----- | ----- | ----- | ----- | ----- | ----- |
| 90    | 104   | 103   | 139   | 154   | 188   | 200   |

График промене броја становника у току последњих година